# Einderbeek
De Einderbeek is een beek in de gemeenten Nederweert en Weert.
De beek loopt door een aantal Peelvennen en moerassen. Vanaf het gebied Sarsven en De Banen stroomt de beek in zuidwestelijke richting. Met een duiker wordt ze onder het Kanaal Wessem-Nederweert geleid. Hier vindt men de Einderbeekvennen en de Roeventerpeel. De beek ontmoet de Schoorlossing en de Roevenlossing. Er is hier sprake van voedselrijk water, afkomstig van landbouwgebieden. Om te voorkomen dat dit water in de natuurgebieden komt, werd omstreeks 2010 een nieuwe loop voor de Einderbeek gegraven, die aan de westzijde langs de natuurgebieden gaat, waar ze vroeger in de Leukerbeek uitkwam.